# Ocrisiona koahi
Ocrisiona koahi är en spindelart som beskrevs av Zabka 1990. Ocrisiona koahi ingår i släktet Ocrisiona och familjen hoppspindlar. Inga underarter finns listade i Catalogue of Life.